# Grisaillekast

Grisaillekast uit Molkwerum, collectie Zuiderzeemuseum

Een grisaillekast wordt gekenmerkt door een beschildering op een zwarte ondergrond. De techniek werd breed gebruikt in het Nederland van de 17e eeuw voor het versieren van het interieur van zowel privé- als openbare huizen. Grisailles werden ook op canvas geschilderd of op pleister om bijvoorbeeld echte stenen te imiteren. De schilderingen omvatten niet alleen ornamenten, zoals bloemen en bladeren, maar ook sculpturen van Romeinse godheden.
Tegenwoordig zijn er nog maar weinig bestaande grisaillekasten, waaronder één in het Zuiderzeemuseum in Enkhuizen en één in New York.
De grisaillekast uit Molkwerum in het Zuiderzeemuseum dateert van 1690-1710. Deze vierdeurskast heeft een beschildering uit de klassieke geschiedenis. Op het paneel linksboven staat Fortuna, de godin van het lot; op het paneel rechtsboven staat Nemesis, de godin van de gerechtigde wraak en dochter van Nyx, godin van de nacht. Van beide onderste panelen is de betekenis van de afbeelding niet bekend.